# Stegolepis microcephala
Stegolepis microcephala là một loài thực vật có hoa trong họ Rapateaceae. Loài này được Maguire miêu tả khoa học đầu tiên năm 1976.